# 金顺姬
金顺姬（1910年—1932年11月），女，朝鲜族，延边地区最早的中共女党员之一，也是九一八事变后首位被日军杀害的中共女党员。

## 生平
1910年，金顺姬出生于清吉林省安图县小沙河村一个贫苦农民家庭，早年受朝鲜革命者的影响参加革命活动，1930年“红五月斗争”期间加入村赤卫队，同年加入中国共产党，是延边地区最早的中共女党员之一:125:100。1931年2月，她被派往和龙县工作，是中共药水洞支部成员，任妇女委员。1931年4月22日，她与药水洞赤卫队队长宋太益结成革命伴侣:125-126:100。同年，她当选妇女主任（一说妇救会主任）:100。
1931年9月至10月秋收斗争期间，金顺姬担任了药水洞斗争委员会委员之职。她深入群众，挨家挨户动员妇女和百姓参加对地主的抗租、减租运动，将粮食留下来支持游击队。1932年春，中共东满特委在今延边地区发起更大规模的春荒斗争，“夺取地主的粮食，解决春季饥荒。”同年11月，日军对药水洞地区多次发动大规模“讨伐”，镇压革命运动。为保存革命力量，中共决定让宋太益率赤卫队和中共党干部撤离药水洞。金顺姬当时已经怀孕即将分娩，行动不便。为不给组织添麻烦，她不顾丈夫的劝告，依然决定留守在药水洞。:126-127:100:398
赤卫队撤离后，日军讨伐队进村挨家挨户搜捕赤卫队、共产党员和粮食。许多老人和妇女被逮捕，金顺姬也在其中。日军试图用严刑逼供得到线索。为保护群众免受皮肉之苦，她主动承认自己是共产党员，村干部，知道粮食和赤卫队的情况。面对酷刑拷打，她为确保不泄露党组织机密，毅然咬断了自己的舌头。此后，敌人又逼迫她用手写出赤卫队和共产党员信息，她毅然又咬破了手指。最终，她和另外7名革命者一起被关进茅草屋烧死，时年22岁，是九一八事变后首位被日军杀害的中共女党员。:127-129:101-102